# M103 (танк)
M103 (англ. M103 Heavy Tank) — американський важкий танк, який перебував на озброєнні танкових військ армії США з 1957 до 1974 року. M103 став останнім в історії Збройних сил США важким танком, до того як перейшли на термінологію основного бойового танку, якою користуються і досі.

## Історія створення
Американський важкий танк M103 став єдиним з серії важких танків, що розроблялися у післявоєнний час, та досягли серійного виробництва. Танк становив полегшену версію прототипів важких танків Т29/T30/T34. За результатами Другої світової війни військові експерти з бронетехніки рекомендували розробляти типи танків за їхнім призначенням на полі бою: легкі, середні та важкі. Проте, кардинальне скорочення бюджету у післявоєнний час для потреб Збройних сил змусили більшість проєктів полишити, одиниці з раніш запланованих розробок продовжували повільно розвиватися. Так, серед проєктів, що збереглися, були важкі танки T29 та T30, а також менш складний у виробництві T32. У травні 1945 року американські конструктори розпочали роботи над танком T34, що вперше в історії американського танкобудування озброювався модернізованою 120-мм зенітною гарматою, шасі лишалося в нього від T29/T30. У процесі розробки бойова вага T34 досягла маси понад 65 тонн, ні командування армії, ні Корпусу морської піхоти не виявили інтересу до цього монстра.
Роботи, що проводилися по Т32 і серії Т29/T30/T34 наочно довели, що ці машини архаїчні і не відповідають новітнім вимогам. Зокрема, зазначалося, що вони надто масивні, мають недостатній бронезахист і проблеми з озброєнням.
Тим часом, короткий період тріумфу з приводу перемоги над країнами Осі та встановлення добросусідських відносин з Радянським Союзом зійшов нанівець. У 1948 році комуністи захопили владу в Чехословаччині, згодом почалися проблеми в окупованій СРСР Східній зоні Німеччині, що переросли на блокаду Західного Берліну. Розробка важкого танку на потребу армії США почала викликати відповідний інтерес. 1 грудня 1948 року Детройтський арсенал запропонував проєкт нового важкого танка Т43. Машина була відносно компактною, мала корпус і башту з раціональними кутами нахилу броні, й озброювалася потужною 120-мм гарматою. Вона відразу привернула до себе увагу військових.
У грудні 1950 року армії був продемонстровані перші креслення нового танку, і вже у січні 1951 року командування армії підписало контракт з Chrysler на 99 млн.$ на виробництво цього танку. Перший прототип був завершений у листопаді 1951 року на новому танковому заводі Клайслера в Ньюарку, Делавер.
Як і споріднений британський важкий танк «Конкерор» M103 за задумом його розробників мав протистояти наймогутнішим радянським танкам серії ІС та Т-10, у разі переходу холодної фази протистояння в гарячу. 1953—1954 роки перша серія з 300 танків, які отримали військову класифікацію T43E1 були побудовані на заводі в Ньюарку. У жовтні 1953 року, прагнучи приховати танк від можливості появи на публіці, міністр оборони Чарльз Е. Вілсон заборонив демонстрацію M103 на виставці для Американської асоціації вогнепальної зброї на Абердинському полігоні. Лише у травні 1954 року танк був офіційно продемонстрований на виставці при танковому заводу в Ньюарку.
Однак, у червні 1954 року серійне виробництво на заводі Крайслера було згорнуто, замовлення перенацілене на виробничі потужності General Motors, який до того ж став фаворитом у забезпеченні армії танками M48 Patton. Незабаром розпочалися військові випробування танків, що перебували на озброєнні сухопутних військ, де тестування M103 пройшло незадовільно. Танк не відповідав заявленим характеристикам і у серпні 1955 року всю партію важких танків поставили на зберігання. У квітні 1956 року, після складного етапу модернізації, коли розробникам та інженерам довелося проводити 98 удосконалень та модифікацій танку, він нарешті був прийнятий на озброєння. З 300 побудованих на той час танків T43E1, 80 були передані до складу армії США (74 з яких згодом було доведені до рівня M103), ще 220 прийняла на озброєння морська піхота США для забезпечення підрозділів підтримки піхоти; спочатку їх довели до рівня M103A1, пізніше до стандартів M103A2.
Декілька десятків армійських танків перекинули до складу американських збройних сил в Європі, танки морської піхоти ніколи не залишали території США. Жоден М103 не брав участі в бойових діях.